# Rio Mangoky
O 'Rio Mangoky' é um rio de Madagascar. Com um comprimento de 304 km ele travessa as regiões de Menabe e Atsimo-Andrefana e possui afluentes em Zomandao, Beroroha, Malio, Isahena e Sikili.

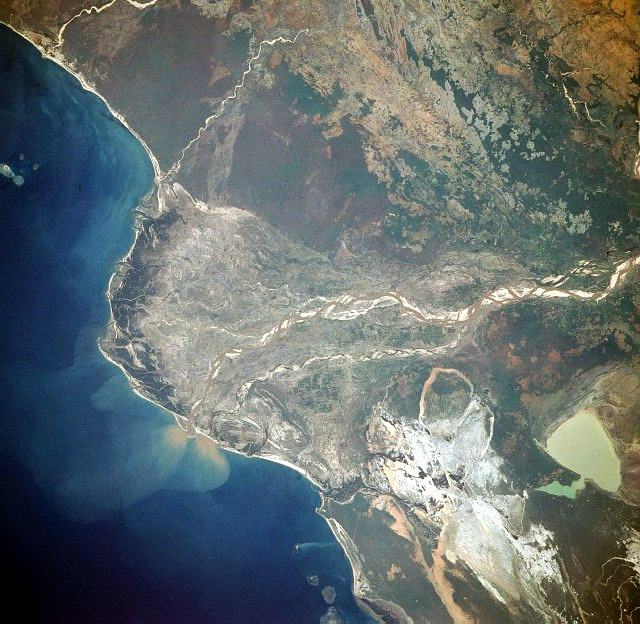
Mangoky Delta do Rio a partir do espaço, Novembro de 1989